# إيقاف الخدمات الحكومية (السعودية)
إيقاف الخدمات الحكومية إجراء قضائي وإداري متبع من قبل الجهات الحكومية السعودية بحسب الاختصاص، وهو يصدر بأمر أو قرار قضائي، ويتخذ ضد من له حق تجاه مواطن آخر أو جهة معينة، لإلزامه بالإيفاء بما عليه من مطالب أمام قضاء التنفيذ. تشمل الخدمات الموقفة إصدار وتجديد بطاقة الهوية الوطنية وجواز السفر، رخصة القيادة، رخص سير المركبات.
لاحقا استحدثت ضوابط لإجراء إيقاف الخدمات، بحيث لا يتسبب بضرر للتابعين للموقوفه خدماته، ولا يشمل الإيقاف الخدمات الأساسية كالتعليم والعمل، إضافة إلى العلاج وتوثيق الوقائع المدنية، وتجديد الهوية الوطنية. ويرفع إجراء إيقاف الخدمات عبر تنفيذ القرار الصادر بحق المنفذ ضده، الصلح والتسوية وإعادة الجدولة مع طالب التنفيذ، وحضور المطلوب حضوره لمحكمة الموضوع، أو ثبوت الإعسار.

## أنواع الإجراء
ينقسم إجراء إيقاف الخدمات الحكومية إلى نوعين، قسم يتعلق الجانب القضائي، ويصدر في حق المدعى عليه لإلزامه بالحضور إلى المحكمة، وإجباره لأداء ما عليه من حقوق أمام قضاء التنفيذ.
أما النوع الآخر فمختص بالجانب الإداري، وهو يطبق من قبل الجهات التنفيذية لإيقاف الخدمات عن بعض المستفيدين.

## الخدمات الموقفة
تمنع خدمات إصدار وتجديد جواز السفر، وبيع وشراء السيارات، إضافة إلى تجديد رخص القيادة، حجز الحسابات البنكية، ومنع السفر.

## جهات إيقاف الخدمات
يتم إيقاف الخدمات عبر نقاط تقديم الخدمات الحكومية في كل من الجوازات، المرور، وزارة العمل، والأحوال المدنية.

## خدمات لايشملها الإيقاف
لا يشمل إجراء إيقاف الخدمات الحكومية حجز المنزل الذي يسكنه المنفذ ضده أو من يعولهم، ولا يتم الحجز على وسيلة نقله الخاصة ومن يعولهم، أو ما يلزمه في مهنته الخاصة، ومستلزماته الشخصية. ويحق له الحصول على ثلثي مرتبه الشهري فيما عدا قضايا النفقة، فيحصل المنفذ ضده على نص مرتبه.